# Chiesa della Santissima Trinità (Cattinara)
La chiesa della Santissima Trinità (in sloveno Sveta Trojica) è la parrocchiale di Cattinara (Katinara), quartiere di Trieste, in provincia e diocesi di Trieste; fa parte del decanato di Opicina.

## Storia
La prima menzione di una chiesa a Cattinara risale al 1685, quando se ne parla in un testamento. Questa cappella fu sconsacrata nel 1797 e trasformata in granaio.
L'attuale parrocchiale fu edificata tra il 1783 e il 1784 e, nel 1785, la chiesa fu eretta in curazia. 
La consacrazione della chiesa fu celebrata il 25 maggio 1800. 
Nel 1892 fu eretta la parrocchia della Santissima Trinità di Cattinara.

## Campanile
Il campanile, addossato alla facciata, fu costruito nel biennio 1883-1884.